# كارول هيوز
كارول هيوز (بالإنجليزية: Carol Hughes)‏ هي ممثلة أمريكية، ولدت في 17 يناير 1910 بشيكاغو في الولايات المتحدة، وتوفيت في 8 أغسطس 1995 ببربانك في الولايات المتحدة.

## أعمال

### أفلام
- (1939) علاقة حب
- (1947) العازب وبوبي سوكسر

## وصلات خارجية
- كارول هيوز على موقع IMDb (الإنجليزية)
- كارول هيوز على موقع قاعدة بيانات الفيلم (الإنجليزية)